# Charles Brennus
Charles Brennus va néixer a Châteaudun el 30 novembre 1859 i va morir a Le Mans el 23 desembre de 1943. El seu veritable nom era Ambriorix Crosnier Brennus. Va exercir la professió de mestre gravador, i fou el President Honorari de la Federació Francesa de Rugby en 1921. Va dissenyar l'escut de la Federació partint d'un dibuix de Pierre de Coubertin, llavors Secretari de la Unió Francesa d'Esports d'Atletisme (USFSA), el 1892. Ell mateix va presidir la comissió de la USFSA rugbi durant més d'un quart de segle, fins al 1919 i, en qualitat de tal, va ser responsable de l'organització dels jocs de rugbi en el territori francès i l'equip de gestió a França. Va ser anomenat "El Pare Brennus" pels dirigents i els clubs de seguidors.
També va ser el fundador del SCUF.